# کاکتوس گدازه
کاکتوس گُدازه (نام علمی: Brachycereus nesioticus) نام یک گونه از زیرخانواده کاکتوس‌واریان است.